# Preface
Preface è un EP della band belga Mud Flow, pubblicato nel 1998.

## Tracce
1. Cats
2. Minuscule
3. Sharon Stone
4. Frail
5. Breathe